# Бунєвці

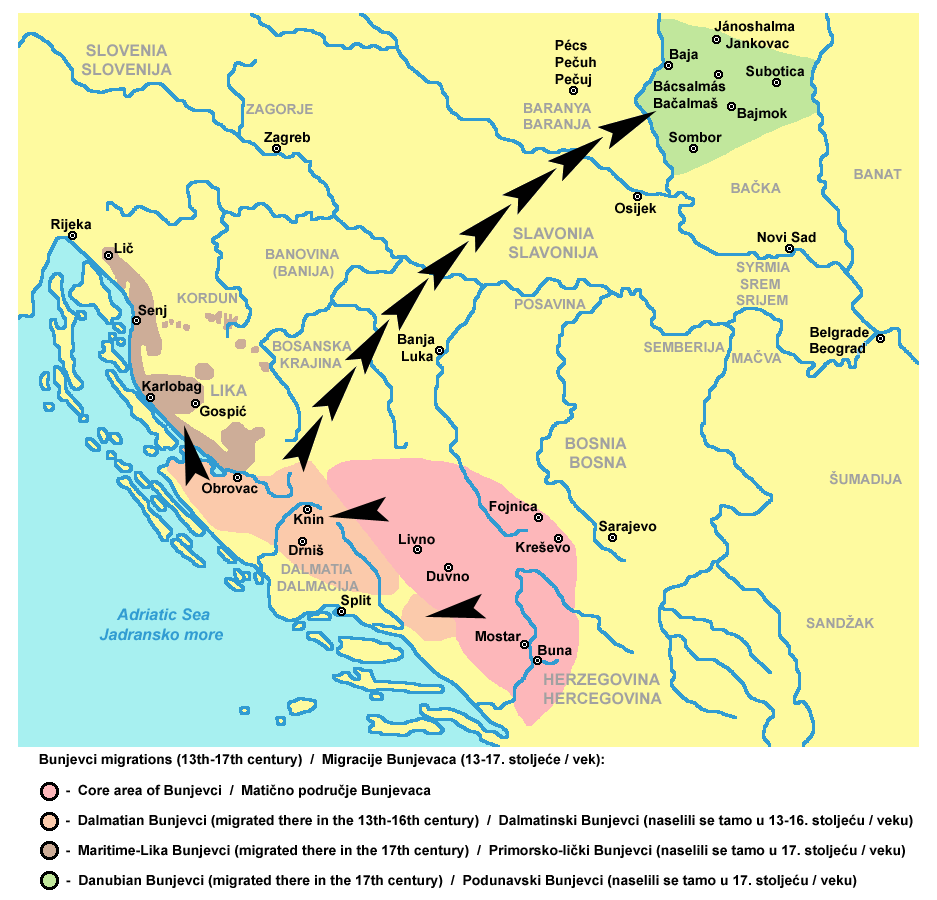

Бунєвці (сербохорв. Bunjevci / Буњевци) — південнослов'янська етнографічна (етнокультурна) група, іноді розглядаються як субетнос хорватів, що мешкає переважно в західній і південній Хорватії, Сербії (північна Бачка, північно-західна Воєводина) та південно-східній Угорщині.